# Вайсс, Рудольф
Рудольф Август Винцент Вайсс (нем. Rudolf August Vincent Weiss; 31 мая 1899, Берлин, Германская империя — 22 февраля 1945, Либерозе) — немецкий политический деятель, бригадефюрер СС, руководитель СС и полиции в Николаеве.

## Биография
Рудольф Вайсс родился 31 мая 1899 года в Берлине. С 1905 по 1915 год посещал народную школу в Нидершёнхаузене и реальное училище в Штеглице, котору окончил, получив аттестат. В день окончания школы пошёл добврольцем на фронт Первой мировой войны и был записан во 2-й гренадерский полк в Штеттине. 1 марта 1916 года был переведён в 140-й пехотный полк. В 1918 году был произведён в вицефельдфебели. 23 декабря 1918 года был демобилизован. 7 января 1919 года вступил во фрайкор фон Клевица, позже 6-й полк рейхсвера и с 1919 по 1930 активно работал в организации Вервольф и штурмовом отделении Россбаха. С ноября 1919 года работал в имперской почте и дослужился до старшего телеграфного инспектора.
В мае 1930 года вступил в НСДАП (билет № 237711) и СС (№ 4299). С августа 1932 по август 1934 года был руководителем 42-го штандарта СС. После прихода нацистов к власти стал окружным советников в прусском министерстве внутренних дел. С марта 1933 года был депутатом городского представительства в Берлине. С ноября 1933 принадлежал ко 2-му избирательном округу (Западный Берлин) и с 1938 года к 6 избирательному округу (Померания) до своей смерти в рейхстаге. С 1934 года был членом муниципалитетом в Берлине. 28 марта 1934 был переведён в Прусское министерство внутренних дел. В сентябре 1934 года, после игнорирования приказа полицейского во время марша в июне 1934 года, он получил выговор. В октябре 1935 года ему был сделан строгий выговор от начальник оберабшнита СС «Восток». С 1 января 1935 по 1 апреля 1939 года министерство внутренних дел Пруссии ему был предоставлен отпуск. До марта 1936 года был руководителем 39-го абшнита СС. 10 декабря 1935 года был приговорён к 4 дням тюремного заключения за нанесение телесных повреждений по неосторожности и превышение скорости. С марта 1936 по июль 1938 года был руководителем 13-го абшнита СС в Штеттине. С 1938 по ноябрь 1944 года был начальником земельной группы «Вестфалия». В июле 1939 года ему было присвоено звание генерал-майора. С 1 декабря 1942 по 31 августа 1943 года проходил военную службу и после возвращения был задействован в Войсках СС. С октября 1943 по 21 марта 1944 года был официально руководителем СС и полиции. С января по апрель 1944 года был начальником полиции в Саарбрюкене. Кроме того, с января 1944 года был начальником полиции в Меце.
После того как союзники продвинулись к Мецу, он бежал 1 сентября 1944 года. За это в октябре Вайсс был переведен в специальное подразделение СС «Дирлевангер» под командованием Оскара Дирлевангера. Через два месяца против него также было начато предварительное расследование в связи с его проступками на службе, но оно было приостановлено до конца войны. Вайс был убит в бою в Либерозе под Котбусом в конце февраля 1945 года.